# NGC 6414
NGC 6414 est une lointaine et très vaste galaxie lenticulaire située dans la constellation du Dragon. Sa vitesse par rapport au fond diffus cosmologique est de 16 138 ± 4 km/s, ce qui correspond à une distance de Hubble de 238 ± 17 Mpc (∼776 millions d'al). NGC 6414 a été découverte par l'astronome américain Lewis Swift en 1886.